# Aivars Gipslis
Aivars Gipslis, ros. Айварс Гипслис (ur. 8 lutego 1937 w Rydze, zm. 13 kwietnia 2000 w Berlinie) – łotewski szachista, trener i dziennikarz szachowy, arcymistrz od 1967 roku.

## Kariera szachowa
W czasie swojej kariery ośmiokrotnie (w latach 1955, 1956, 1957, 1960, 1961, 1963, 1964 i 1966) zdobył tytuł mistrza Łotwy. Pomiędzy 1958 a 1970 rokiem sześciokrotnie uczestniczył w finałach indywidualnych mistrzostw Związku Radzieckiego, najlepszy wynik uzyskując w roku 1967 w Tbilisi, gdzie zajął III miejsce. Dzięki temu sukcesowi w tym samym roku wystąpił w turnieju międzystrefowym w Sousse, w którym zajął XIII miejsce.
Największym turniejowym sukcesem Gipslisa było zajęcie dz. II miejsca (za Leonidem Steinem, wraz z Miłko Bobocowem, Wasilijem Smysłowem i Michaiłem Talem, a przed Dawidem Bronsteinem, Lajosem Portischem, Borysem Spasskim, Jefimem Gellerem, Paulem Keresem, Miguelem Najdorfem, Tigranem Petrosjanem i Svetozarem Gligoriciem) w memoriale Aleksandra Alechina w Moskwie (1967). Oprócz tego podzielił I lokaty w Bad Liebenstein (1963, wraz z Lwem Poługajewskim) i Peczu (1964, memoriał Lajosa Asztalosa, wraz z Milko Boboczowem) oraz triumfował we Vrnjackiej Banji (1975), Kalkucie (1979) i Jurmale (1987).
W czasie swojej kariery spotkał się przy szachownicy z prawie wszystkimi żyjącymi wówczas mistrzami świata, m.in. odnosząc zwycięstwa nad Anatolijem Karpowem i Wasilijem Smysłowem oraz remisując z Garrim Kasparowem.
Od roku 1963 redagował łotewskie czasopismo Šahs. Od połowy lat 60. do końca 70. XX wieku był trenerem Michaiła Tala i Nony Gaprindaszwili oraz pięciokrotnie (1972, 1974, 1978, 1980, 1982) kobiecych drużyn ZSRR podczas szachowych olimpiad.
Najwyższy ranking w karierze osiągnął 1 lipca 1971 r., z wynikiem 2580 punktów zajmował wówczas 19. miejsce na światowej liście FIDE, jednocześnie zajmując 13. miejsce wśród radzieckich szachistów.
Sukcesy odnosił również w grze korespondencyjnej, w 1996 r. otrzymując tytuł arcymistrza w tej odmianie szachów.